# Јукон (Оклахома)
Јукон (енгл. Yukon) град је у америчкој савезној држави Оклахома.

## Демографија
По попису из 2010. године број становника је 22.709, што је 1.666 (7,9%) становника више него 2000. године.
| Група             | 2000.          | 2010.          |
| Белци             | 18.822 (89,4%) | 19.326 (85,1%) |
| Афроамериканци    | 176 (0,8%)     | 279 (1,2%)     |
| Азијати           | 394 (1,9%)     | 455 (2,0%)     |
| Хиспаноамериканци | 633 (3,0%)     | 1.114 (4,9%)   |
| Укупно            | 21.043         | 22.709         |